# Шибенец (Брянская область)
Ши́бенец — упразднённый посёлок в Дятьковском районе Брянской области. В 1969 году включен в состав города Фокино.

## География
Находится на трассе Р68 Брянск — Дятьково — Людиново — Киров — трасса А130, на правом берегу Болвы.

## Топоним
Этимология наименования, по-видимому, восходит к слову «шибеница», заимствованному из украинского языка.

## История
На берегу Болвы, на мысу между двумя оврагами, в 1955 году было открыто городище времён юхновской культуры и древнерусского времени, а в его окрестностях — селище железного века и поселение эпохи бронзы.
Упоминается с середины XIX века как деревня Брянского уезда (до 1924 — в составе Любохонской волости); бывшее владение Ф. С. Жабина, позднее С. И. Мальцова.
При формировании районов, в 1929 отнесён к Брянскому району (Дарковичский, с с 4 марта 1959 года входит в Толвинский с/с); с 1960 в составе Дятьковского района в подчинении пгт Цементный (с 1964 — г. Фокино).
25 декабря 1969 года Решением Брянского облисполкома о включении в состав г. Фокино Дятьковского района пос. Шибенец включён в состав города.
В настоящее время — основной спальный район этого города.

## Инфраструктура
Отделение связи (Фокино-1). Приходской храм Покрова Пресвятой Богородицы (с 1999).
Микрорайон окружён сосновым лесом, в котором расположены различные оздоровительные учреждения, в том числе детские летние лагеря.

## Транспорт
Регулярное транспортное сообщение с остальной частью города Фокино, с Бежицей, c Дятьковом и многими населёнными пунктами Дятьковского района, а также с прилегающими районами Калужской области.